# Urodon capitatus
Urodon capitatus är en ärtväxtart som beskrevs av Porphir Kiril Nicolai Stepanowitsch Turczaninow. Urodon capitatus ingår i släktet Urodon och familjen ärtväxter. Inga underarter finns listade i Catalogue of Life.